# فريتز شميد (مدرب كرة قدم)
فريتز شميد هو مدرب كرة قدم سويسري، ولد في 10 سبتمبر 1959 في زيورخ في سويسرا.

## وصلات خارجية
- فريتز شميد على موقع قاعدة بيانات كرة القدم.إي يو (الإنجليزية)